# El Maguey, Calvillo
El Maguey är en ort i Mexiko.   Den ligger i kommunen Calvillo och delstaten Aguascalientes, i den centrala delen av landet, 500 km nordväst om huvudstaden Mexico City. El Maguey ligger 2 010 meter över havet och antalet invånare är 205.
Terrängen runt El Maguey är kuperad. Runt El Maguey är det ganska tätbefolkat, med 155 invånare per kvadratkilometer. Närmaste större samhälle är Calvillo, 10,5 km sydväst om El Maguey. Trakten runt El Maguey består i huvudsak av gräsmarker.